# Томашевский, Тадеуш (психолог)
Тадеуш Томашевский (пол. Tadeusz Tomaszewski; 12 июля 1910, Лемберг, Австро-Венгрия — 19 марта 2000, Варшава, ПНР) — польский учёный — психолог, создатель теории действия, педагог, профессор, доктор Honoris causa Университета Марии Кюри-Склодовской в Люблине.

## Биография
До 1934 изучал польскую филологию и психологию в университете Яна Казимира во Львове. Затем работал на кафедре психологии университета. В 1938 получил докторскую степень, защитив диссертацию на тему «Методы исследования комплекса доступности».
В 1938—1939 прошел стажировку в Сорбонне под руководством Анри Пьерона и Анри Валлона .
В 1939—1941 — работал на кафедре психологии Львовского университета.
С 1945 — доцент на факультете математики и естественных наук Университета Марии Кюри-Склодовской в Люблине .
В 1947 прошел процесс хабилитации на основе диссертации «Виды и мотивы негативных реакций».
С 1949 — профессор Университета Марии Кюри-Склодовской. В 1950 организовал в Варшаве Институт педагогики, которым руководил до 1959.
В 1950—1968 — заведующий кафедрой общей психологии факультета гуманитарных наук Варшавского университета, а с 1968 по 1978 — директор института психологии при факультете психологии и педагогики столичного университета.
В 1963—1980 — заместитель председателя Международного союза научной психологии.
C 1964—1970 — председатель Польского психологического общества, позже избран его почетным председателем.
В 1972—1981 — председатель Комитета психологических наук Польской академии наук,
С 1980 — доктор Honoris causa Университета Марии Кюри-Склодовской в Люблине.

## Избранные научные труды
- Психология (учебник, 1975)
- Вступление в психологию (1963)
- Генезис оценок неуместность (1963)
- Психология как наука о человеке (в соавт.)
- Проблемы и направления современной психологии (1968)
- На границе психологии и педагогики (1970)
- Знание как репродуктивная и негативная система (1976)
- Главные идеи современной психологии (1984) и др.